# Káto Kallithéa
Káto Kallithéa (Kato Kallithea) är en ort i Grekland.   Den ligger i prefekturen Fthiotis och regionen Grekiska fastlandet, i den centrala delen av landet, 170 km nordväst om huvudstaden Aten. Káto Kallithéa ligger 146 meter över havet och antalet invånare är 157.
Terrängen runt Káto Kallithéa är kuperad åt nordost, men åt sydväst är den bergig.Runt Káto Kallithéa är det ganska glesbefolkat, med 21 invånare per kvadratkilometer. Närmaste större samhälle är Spercheiáda, 2,7 km väster om Káto Kallithéa. 